# Нільс Клапвейк
Нільс Клапвейк (нід. Niels Klapwijk; нар. 19 вересня 1985, Амерсфорт) — нідерландський волейболіст, гравець національної збірної та клубу польської Плюс Ліги «Проєкт» (Варшава).

## Життєпис
Народився 19 вересня 1985 року в Амерсфорті.
Під час ігрової кар'єри виступав у клубах «Ортек Роттердам Несселанде» (Ortec Rotterdam Nesselande, 2008—2010), «Ноліко» (Noliko, Маасейк, Бельгія, 2010—2011), «Тонно Калліпо Вібо Валентія» (Tonno Callipo Vibo Valentia, 2011—2013), CMC (Равенна, 2013—2014), «Бешикташ» (Стамбул, 2014—2016), İnegöl Belediyesi (2016—2018). У сезоні 2018—2019 захищав барви «Афйон Беледіє Юнташ» (Afyon Belediye Yüntaş, Туреччина) і ПАОКа (Салоніки, потім — румунського клубу «Аркада» (CS Arcada Galați, Галац, 2019—2021). Від початку сезону 2021—2022 є гравцем італійського клубу «Консар» (Consar RCM, Равенна).

### Досягнення
- Чемпіон Нідерландів 2009
- Чемпіон Бельгії 2011
- Чемпіон Румунії: 2020, 2021
- Володар Кубка Бельгії 2010
- Володар Кубка Греції 2019
- Волоодар Суперкубка Нідерландів 2008
- Волоодар Суперкубка Бельгії 2009